# Рогачево (Болгария)
Рогачево (болг. Рогачево) — село в Болгарии. Находится в Добричской области, входит в общину Балчик. Население составляет 240 человек.

## Политическая ситуация
В местном кметстве Рогачево, в состав которого входит Рогачево, должность кмета (старосты) исполняет Кирил Николов Мирчев (Граждане за европейское развитие Болгарии (ГЕРБ)) по результатам выборов правления кметства.
Кмет (мэр) общины Балчик — Николай Добрев Ангелов (независимый) по результатам выборов в правление общины.